# Kristián I. Dánský
Kristián I. Dánský (únor 1426, Oldenburg – 21. května 1481, Kodaň) byl dánský král v letech 1448–1481 a na základě Kalmarské unie i vládce Norska (1450–1481) a Švédska (1457–1464).
Je zakladatelem dánské větve oldenburské dynastie (která od roku 1863 pokračuje až dodnes jakožto dynastie glücksburská). Přivtělení Šlesvicka a Holštýnska, které se mu zdařilo, trvalo přes 400 let a učinilo z dánských králů zároveň i knížata Svaté říše římské – to přineslo Dánsku vliv na říšské záležitosti (jak se např. ukázalo za třicetileté války), ovšem také položilo základ pozdějších konfliktních dánsko-německých vztahů od poloviny 19. do 1. čtvrtiny 20. století.

## Život

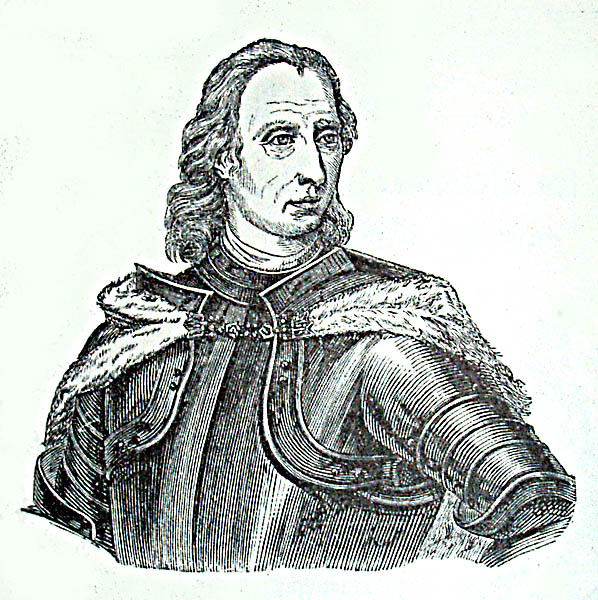
Kristián I. na rytině z 19. století

### Raná léta
Kristián se narodil v únoru roku 1426 v německém Oldenburgu jako syn hraběte Dětřicha Oldenburského (Dietrich von Oldenburg) a jeho manželky Hedviky Holštýnské (Heilwig von Holstein). Když jeho otec v roce 1440 zemřel, zdědil Kristián titul hraběte z Oldenburgu a Delmenhorstu. V téže době byl svým strýcem Adolfem VIII. Holštýnským, který neměl dědiců, jmenován jeho následníkem holštýnského hrabství.

### Z oldenburského hraběte dánským králem
Po smrti Kryštofa III. Bavorského v lednu roku 1448 se uprázdnil dánský trůn, neboť Kryštof nezanechal potomků. Královská rada hodlala svěřit moc do rukou nejmocnějšího feudálního pána v království, tedy Adolfa VIII. Holštýnského. Adolf však nabídku odmítl a doporučil svého synovce Kristiána, aby obsadil tuto významnou pozici. (Kristián byl ostatně po přeslici potomkem Erika V. dánského, z dynastie Estridsenovců a Magnuse III. Švédského).
Kristián byl zvolen Královskou radou 1. září 1448 a 28. října 1449 byl v Kodani korunován. Tentýž ten se zasnoubil s Doroteou Braniborskou, mladou (sotva osmnáctiletou) vdovou po Kryštofovi. Sňatek se uskutečnil 26. října 1450.

### Boje o švédský trůn, připojení Šlesvicka a Holštýnska
Kristiánova vláda započala s problémy jeho uznání za krále v Norsku, zatímco Švédsko Kalmarskou unii rozbilo a na trůn tam nastoupil Karel VIII. Knutsson Bonde. Jedním z jeho prvních činů byla žádost Kristiánovi na odstoupení Gotlandu a téměř současně v roce 1449 prohlášení se králem Švédska. Na setkání králů v Halmstadu došlo ke dohodě: za norskou korunu Kristián uznal Karlova práva na švédský trůn. Zakrátko však Karel vypověděl Dánsku válku a zaútočil na Skåne. Potyčky táhnoucí se pět let skončily v roce 1457 Karlovou porážkou a Kristián usedl i na švédský trůn. Karel prchl do Gdaňska.
V letech 1459/60 se králi podařilo k dánskému království připoutat lenními svazky jižní Jutský poloostrov, o což se s různou mírou úspěchu dánští vládci snažili již od dob Knuta Lavarda. V roce 1459 totiž zemřel bez dědiců Adolf VIII. Holštýnský a Kristián byl 2. března roku 1460 zvolen v Ribe novým šlesvickým vévodou a holštýnským hrabětem – pod podmínkami, že obě země nikdy nebudou rozděleny, po jeho smrti budou mít právo vybrat si vládce z dánských královských synů a šlesvicko-holštýnské stavy budou mít právo každoročně svolat svou radu; v podstatě si tak tyto země zachovaly silnou autonomii (dánsko-šlesvicko-holštýnská personální unie nakonec vydržela až do let 1863/64, kdy byly obě země vojensky ztraceny ve prospěch Pruska a Rakouska). Zvláštností bylo, že zatímco Šlesvicko bylo přímým lénem Dánska, Holštýnsko zůstalo částí Svaté říše římské a jeho lenní pán, dánský král, byl za něj zároveň i vazalem císaře.
Správa Jutska, Holštýnu a Šlesviku vymáhala náklady na válku s dalšími daněmi z těchto zemí. Vedlo to k povstání, kterého využil Karel Knutsson, jenž se vrátil a znovu nechal korunovat králem Švédska. Po smrti Karla v roce 1470 se Kristián pokusil Švédsko opět získat, utrpěl však zdrcující porážku v bitvě u Brunkebergu (10. října 1471). Posledním státnickým činem Kristiánovým bylo ponechání vévodství šlesvicko-holštýnského (v roce 1474 bylo i Holštýnsko povýšeno na vévodství) v rukou své manželky Dorotey, jež byla lepší správkyní než on.
Kristián zemřel v Kodani 21. května roku 1481 a byl pohřben v kapli, již nechal postavit vedle katedrály v Roskilde.

## Zajímavost
V přízemí Kristiánem zbudované Tříkrálové kaple (Helligtrekongers Kapel) roskildské katedrály stojí tzv. královský sloup, na němž jsou vyznačeny ryskami výšky různých dánských i cizích panovníků, kteří katedrálu navštívili. Ryska pro Kristiána ukazuje výšku 219 cm, což je mimořádné i v moderní době, natož pro středověk, kdy průměrná výška mužů činila kolem 170 cm. Kristián tak byl pravděpodobně nejvyšším dánským panovníkem (když výška dalšího obra, krále Rolfa Krakeho, není známa) a jedním z nejvyšších v evropských dějinách.

## Manželství a děti
Kristián uzavřel 26. října 1450 sňatek s Doroteou Braniborskou. Z manželství vzešlo pět dětí:
1. Olaf (1450–1451)
2. Knut (1451–1455)
3. Jan (2. února 1455 – 20. února 1513), vévoda šlesvický a holštýnský, král Kalmarská unie, ⚭ 1478 Kristina Saská (24. září 1461 – 8. prosince 1521)
4. Markéta (23. června 1456 – 14. července 1486), ⚭ 1469 Jakub III. Skotský (10. července 1451 – 11. června 1488), král skotský od roku 1460 až do své smrti
5. Frederik (7. října 1471 – 10. dubna 1533), vévoda šlesvický a holštýnský, král dánský a norský od roku 1523 až do své smrti,
⚭ 1502 Anna Braniborská (27. srpna 1487 – 3. května 1514)
⚭ 1518 Žofie Pomořanská (1498–1568)

## Vývod z předků
|                      |                                        |  |                         |                                   |  |  |  |  |  |  |  | Jan II. Oldenburský |
|                      |                                        |  |                         |                                   |  |  |  |  |  |  |  |                     |
|                      | Konrád I. Oldenburský                  |  |                         |                                   |  |  |  |  |  |  |  |                     |
|                      |                                        |  |                         |                                   |  |  |  |  |  |  |  |                     |
|                      |                                        |  |                         | Hedwig von Diepholz               |  |  |  |  |  |  |  |                     |
|                      |                                        |  |                         |                                   |  |  |  |  |  |  |  |                     |
|                      | Kristián V. Oldenburský                |  |                         |                                   |  |  |  |  |  |  |  |                     |
|                      |                                        |  |                         |                                   |  |  |  |  |  |  |  |                     |
|                      |                                        |  |                         | Gerhart IV. Holštýnský            |  |  |  |  |  |  |  |                     |
|                      |                                        |  |                         |                                   |  |  |  |  |  |  |  |                     |
|                      | Ingeborg Holštýnsko-Plönská            |  |                         |                                   |  |  |  |  |  |  |  |                     |
|                      |                                        |  |                         |                                   |  |  |  |  |  |  |  |                     |
|                      |                                        |  |                         | Anastázie Wittenberská            |  |  |  |  |  |  |  |                     |
|                      |                                        |  |                         |                                   |  |  |  |  |  |  |  |                     |
|                      | Dětřich Oldenburský                    |  |                         |                                   |  |  |  |  |  |  |  |                     |
|                      |                                        |  |                         |                                   |  |  |  |  |  |  |  |                     |
|                      |                                        |  |                         | Dětřich III. z Hohnsteinu         |  |  |  |  |  |  |  |                     |
|                      |                                        |  |                         |                                   |  |  |  |  |  |  |  |                     |
|                      | Dietrich V. z Hohnstein-Heringenu      |  |                         |                                   |  |  |  |  |  |  |  |                     |
|                      |                                        |  |                         |                                   |  |  |  |  |  |  |  |                     |
|                      |                                        |  |                         | Alžběta Waldecká                  |  |  |  |  |  |  |  |                     |
|                      |                                        |  |                         |                                   |  |  |  |  |  |  |  |                     |
|                      | Agnes z Hohnsteinu                     |  |                         |                                   |  |  |  |  |  |  |  |                     |
|                      |                                        |  |                         |                                   |  |  |  |  |  |  |  |                     |
|                      |                                        |  |                         | Magnus I. Brunšvicko-Lüneburský   |  |  |  |  |  |  |  |                     |
|                      |                                        |  |                         |                                   |  |  |  |  |  |  |  |                     |
|                      | Sofie Brunšvicko-Wolfenbüttelská       |  |                         |                                   |  |  |  |  |  |  |  |                     |
|                      |                                        |  |                         |                                   |  |  |  |  |  |  |  |                     |
|                      |                                        |  |                         | Žofie Braniborsko-Stendalská      |  |  |  |  |  |  |  |                     |
|                      |                                        |  |                         |                                   |  |  |  |  |  |  |  |                     |
| 'Kristián I. Dánský' |                                        |  |                         |                                   |  |  |  |  |  |  |  |                     |
|                      |                                        |  |                         |                                   |  |  |  |  |  |  |  |                     |
|                      |                                        |  | Gerhart III. Holštýnský |                                   |  |  |  |  |  |  |  |                     |
|                      |                                        |  |                         |                                   |  |  |  |  |  |  |  |                     |
|                      | Jindřich II. Holštýnsko-Rendsburský    |  |                         |                                   |  |  |  |  |  |  |  |                     |
|                      |                                        |  |                         |                                   |  |  |  |  |  |  |  |                     |
|                      |                                        |  |                         | Žofie z Werle                     |  |  |  |  |  |  |  |                     |
|                      |                                        |  |                         |                                   |  |  |  |  |  |  |  |                     |
|                      | Gerhard VI. Holštýnsko-Rendsburský     |  |                         |                                   |  |  |  |  |  |  |  |                     |
|                      |                                        |  |                         |                                   |  |  |  |  |  |  |  |                     |
|                      |                                        |  |                         | Albrecht II. Meklenburský         |  |  |  |  |  |  |  |                     |
|                      |                                        |  |                         |                                   |  |  |  |  |  |  |  |                     |
|                      | Ingeborg Meklenbursko-Zvěřínská        |  |                         |                                   |  |  |  |  |  |  |  |                     |
|                      |                                        |  |                         |                                   |  |  |  |  |  |  |  |                     |
|                      |                                        |  |                         | Eufémie Švédská                   |  |  |  |  |  |  |  |                     |
|                      |                                        |  |                         |                                   |  |  |  |  |  |  |  |                     |
|                      | Helvig Holštýnsko-Rendsburská          |  |                         |                                   |  |  |  |  |  |  |  |                     |
|                      |                                        |  |                         |                                   |  |  |  |  |  |  |  |                     |
|                      |                                        |  |                         | Magnus I. Brunšvicko-Lüneburský   |  |  |  |  |  |  |  |                     |
|                      |                                        |  |                         |                                   |  |  |  |  |  |  |  |                     |
|                      | Magnus II. Brunšvicko-Lüneburský       |  |                         |                                   |  |  |  |  |  |  |  |                     |
|                      |                                        |  |                         |                                   |  |  |  |  |  |  |  |                     |
|                      |                                        |  |                         | Žofie Braniborsko-Stendalská      |  |  |  |  |  |  |  |                     |
|                      |                                        |  |                         |                                   |  |  |  |  |  |  |  |                     |
|                      | Kateřina Alžběta Brunšvicko-Lüneburská |  |                         |                                   |  |  |  |  |  |  |  |                     |
|                      |                                        |  |                         |                                   |  |  |  |  |  |  |  |                     |
|                      |                                        |  |                         | Bernard III. Anhaltsko-Bernburský |  |  |  |  |  |  |  |                     |
|                      |                                        |  |                         |                                   |  |  |  |  |  |  |  |                     |
|                      | Kateřina z Anhalt-Bernburgu            |  |                         |                                   |  |  |  |  |  |  |  |                     |
|                      |                                        |  |                         |                                   |  |  |  |  |  |  |  |                     |
|                      |                                        |  |                         | Matylda Brunšvicko-Lüneburská     |  |  |  |  |  |  |  |                     |
|                      |                                        |  |                         |                                   |  |  |  |  |  |  |  |                     |